# Práče (zámek)
Zámeček Práče se nachází v osadě Práče v pražské čtvrti Záběhlice. Je chráněný jako kulturní památka České republiky. Jedná se o malý jednoposchoďový zámek obdélníkového půdorysu se vtaženými opěráky a balustrádou. Objekt je zachovalý, ale veřejnosti nepřístupný.

## Zámek

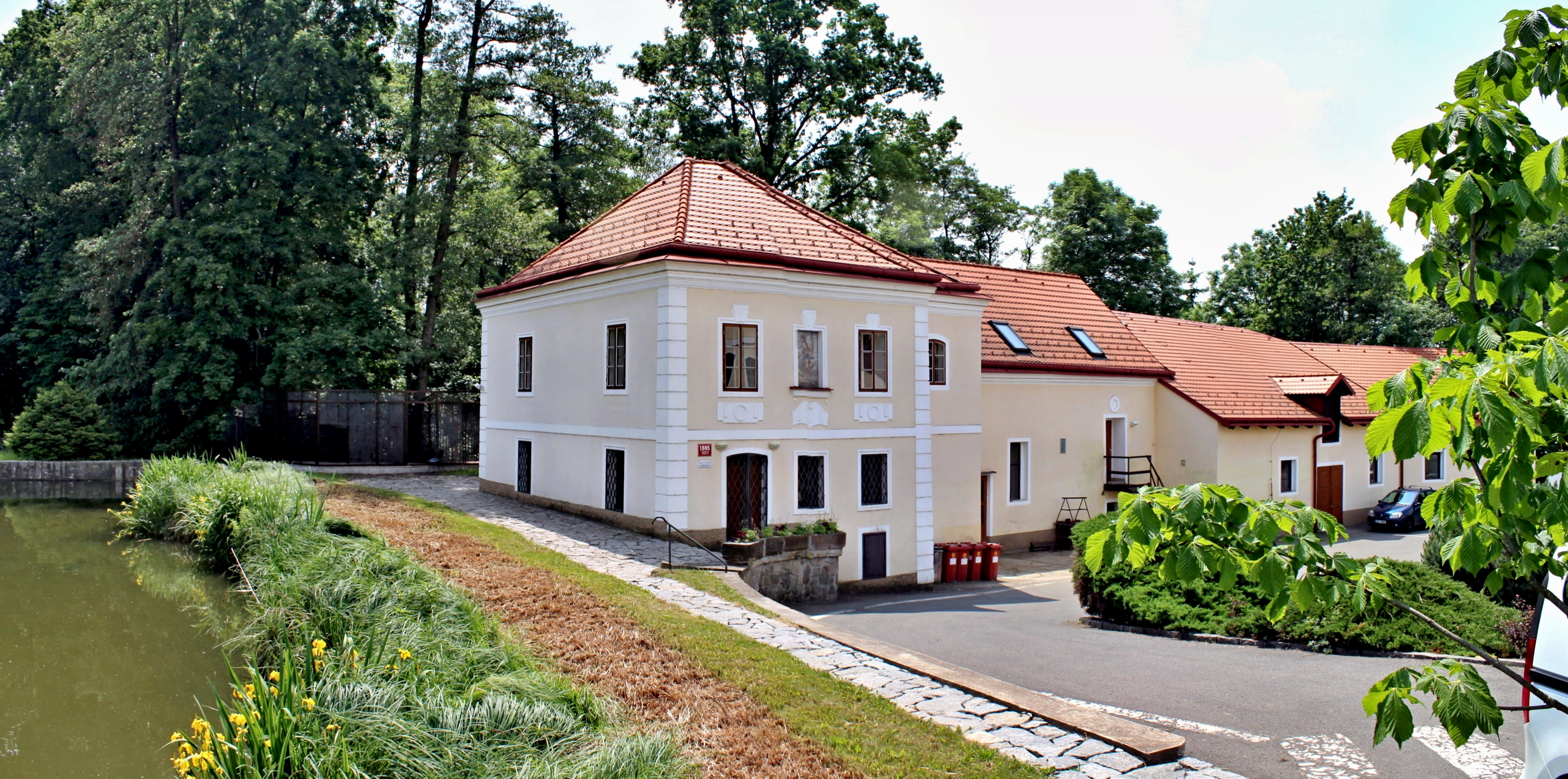
Bývalý vodní mlýn

Zámek Práče byl postaven krátce před rokem 1710 (ani tehdy ale stavba ještě nebyla úplně dokončena) v místech původní tvrze z roku 1407, která byla už roce 1597 uváděna jako pustá. Tehdy se zámek stal rezidencí malostranských dominikánů kláštera u sv. Máří Magdaleny. Ke komplexu patřil také sousední klášterní pivovar, vodní mlýn a rybník.
Po zrušení kláštera v roce 1784 Práče koupil Josef Meissler. Jeho rodina je vlastnila do roku 1867. Areál byl přestavován koncem 19. století, dále v letech 1905-1910 byl objekt upravován podle projektu architekta Františka Václavíka, kdy obytná stavba získala charakter zámečku, a konečně v letech 1969-1970. V době poslední rekonstrukce v něm sídlil Státní statek hlavního města Prahy, který v něm měl zázemí přilehlého zelinářsko-zahradnického komplexu.
K zámku přiléhá zámecký park, který v posledních desítkách let nebyl udržovaný. V letech 2005-2006 v něm byly provedeny rozsáhlé úpravy a zhruba v březnu roku 2006 byl veřejnosti znepřístupněn.
U zámku je rovněž malý rybníček, který se poprvé objevuje na mapě z roku 1850. Je napájen vodou z potoka Botič náhonem o délce 560 m. Jedná se původně o mlýnský rybník, sloužící zejména k pohonu mlýnského vodního kola. Využíván byl však i jako zásobárna vody pro potřeby přilehlého pivovaru. Ve 20. století byla nádrž vybetonována a její původní funkce se zrušením provozu mlýna i pivovaru zanikla. V roce 2008 bylo vzhledem ke špatnému technickému stavu konstrukcí i nevyhovujícímu vzhledu přikročeno k celkové revitalizaci rybníčku. Kromě opravy rozpadajících se zdí bylo cílem i dodání přirozenějšího vzhledu se snahou o větší zapojení vodní plochy do okolního prostředí. Betonové prvky byly nahrazeny zídkami z lomového kamene, ohrazení západního, severního a zčásti i východního okraje pak bylo nahrazeno zvolna klesajícími přírodními zatravněnými břehy. Ty byly současně osázeny kvetoucí mokřadní vegetací, která kromě okrasné funkce chrání břehy proti vymílání. Mělká voda v této části nádrže tak nově poskytuje útočiště mnoha vzácným i ohroženým živočichům. Uprostřed rybníka byl navíc vytvořen malý plovoucí vegetační ostrůvek.

## Galerie

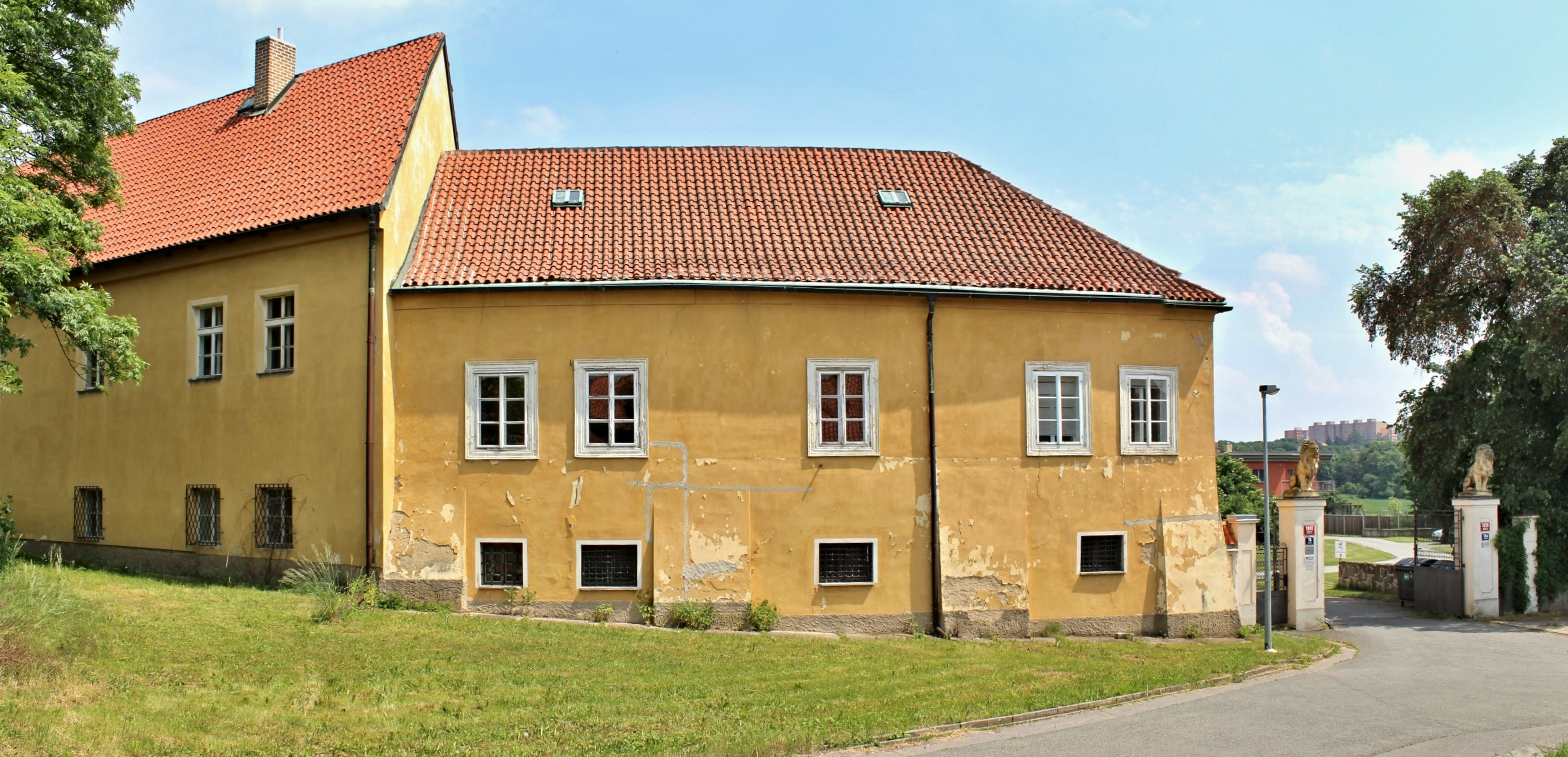
Zámeček Práče
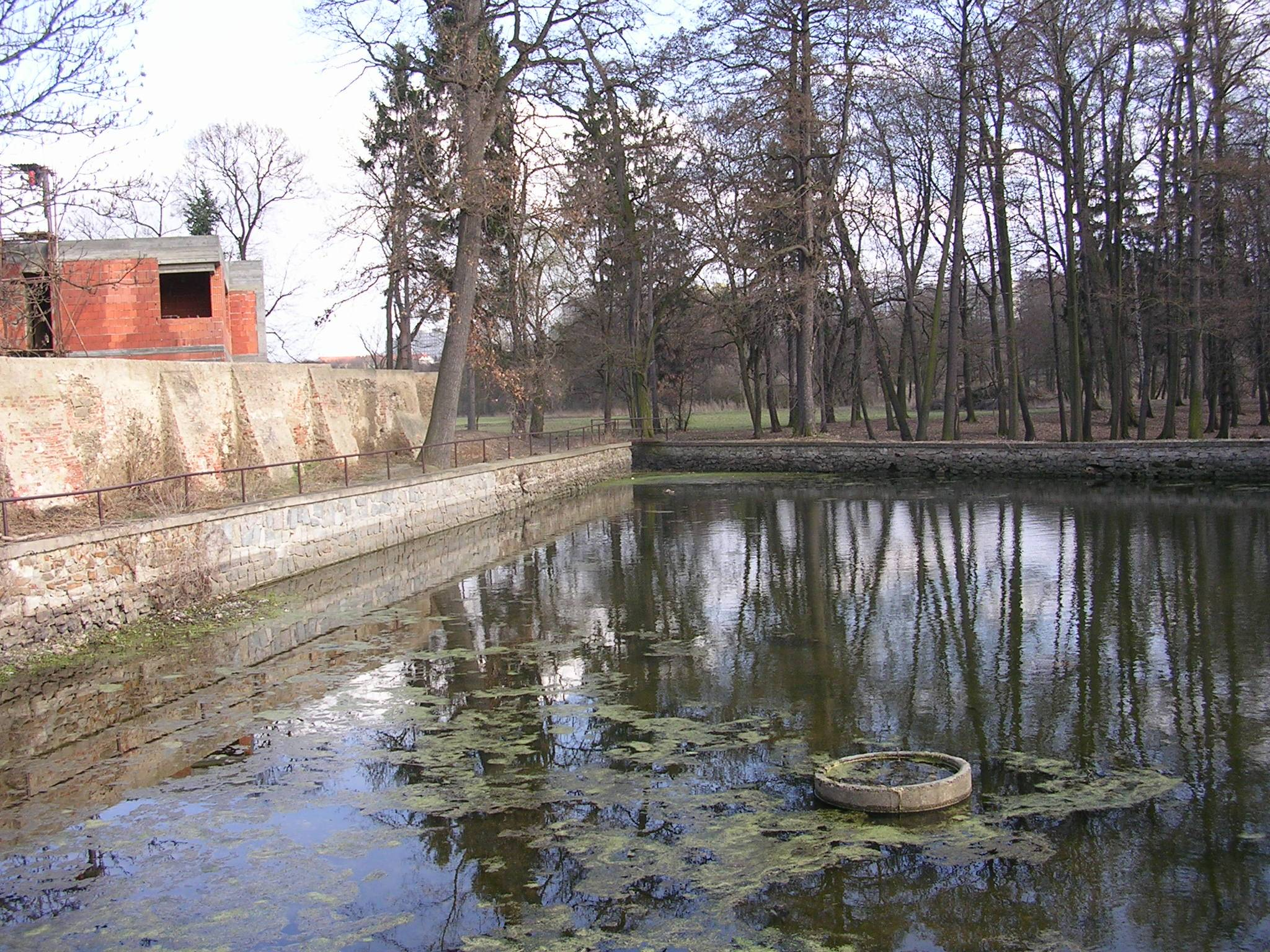
Zámecký park a nádrž
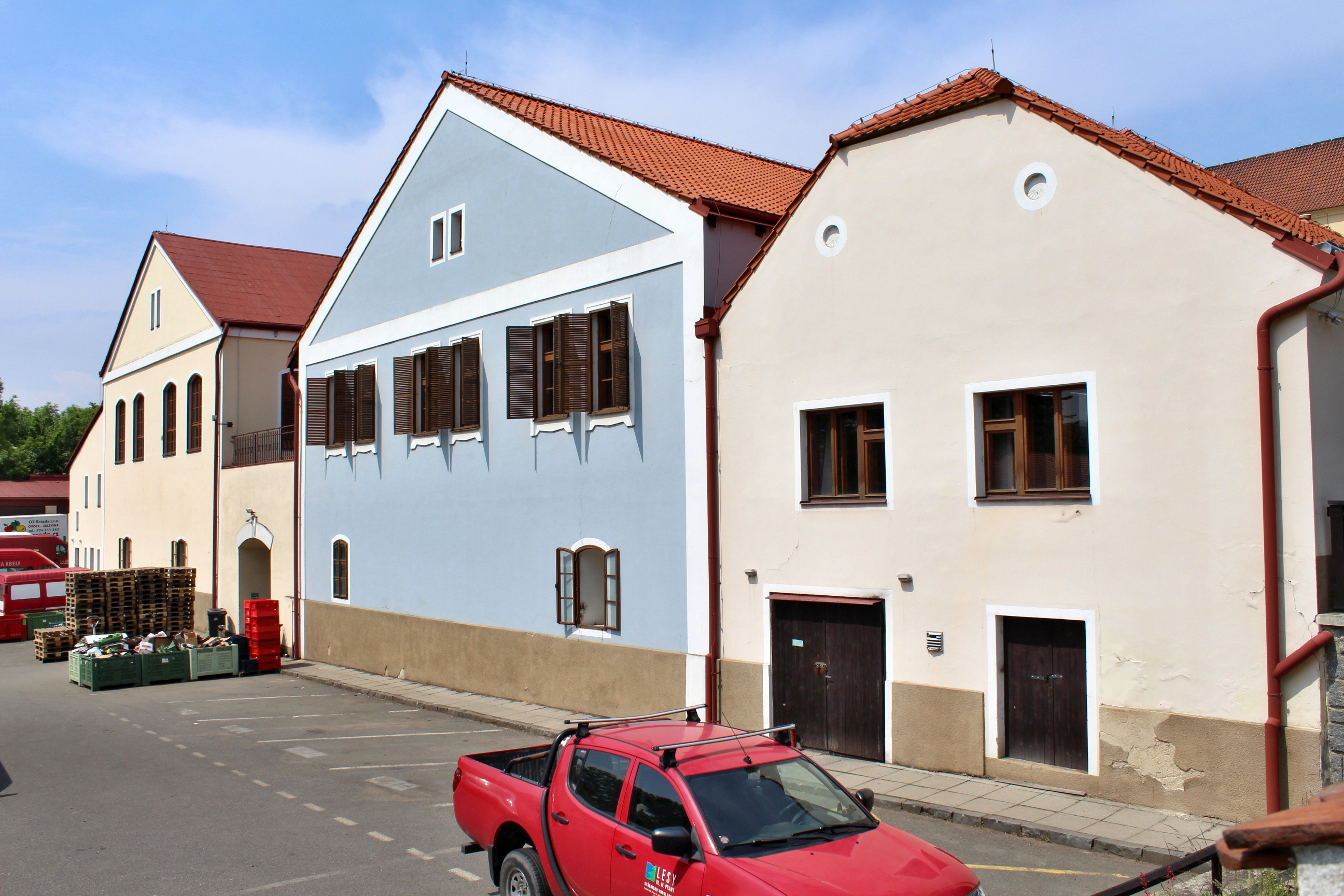
Bývalý zámecký pivovar
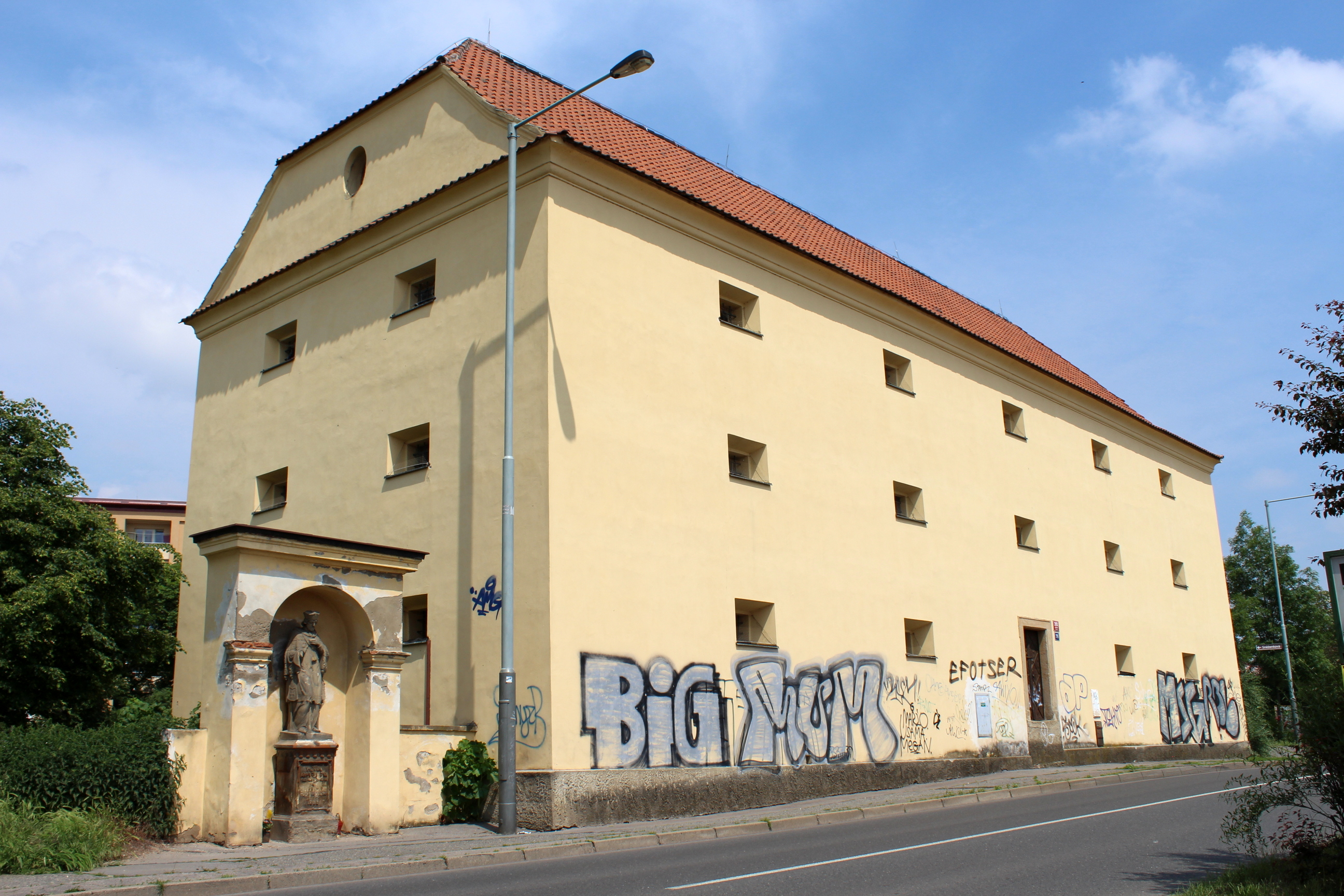
Stará sýpka (špejchar)